# An Xuyên (tỉnh)
An Xuyên là một tỉnh cũ của Việt Nam Cộng hòa.

## Địa lý
Tỉnh An Xuyên nằm ở cực Nam, có vị trí địa lý:
- Phía đông giáp tỉnh Bạc Liêu và tỉnh Chương Thiện
- Phía đông nam giáp Biển Đông
- Phía tây và phía nam giáp Vịnh Thái Lan
- Phía bắc giáp tỉnh Kiên Giang.

## Hành chính
Tỉnh An Xuyên có thị xã Quản Long và 5 quận: Cái Nước, Đầm Dơi, Năm Căn, Sông Ông Đốc, Thới Bình.
| Dân số tỉnh An Xuyên năm 1967 | Dân số tỉnh An Xuyên năm 1967 |
| Quận                          | Dân số (người)                |
| ----------------------------- | ----------------------------- |
| Quản Long                     | 79.800                        |
| Cái Nước                      | 45.060                        |
| Đầm Dơi                       | 29.305                        |
| Năm Căn                       | 10.780                        |
| Sông Ông Đốc                  | 41.604                        |
| Thới Bình                     | 39.158                        |
| Tổng số                       | 245.707                       |

## Lịch sử
Ngày 22 tháng 10 năm 1956, Tổng thống Việt Nam Cộng hòa Ngô Đình Diệm ban hành Sắc lệnh số 143-NV về việc:
- Thành lập tỉnh An Xuyên trên cơ sở đổi tỉnh Cà Mau.
- Đổi tên tỉnh lỵ Cà Mau thành Quản Long. An Xuyên chính là tên của làng sở tại trước kia thuộc tổng Quản Long, vốn là nơi đặt quận lỵ quận Cà Mau trước năm 1956.
- Đổi tên xã An Xuyên thành xã Tân Xuyên thuộc quận Quản Long và là nơi đặt tỉnh lỵ Quản Long của tỉnh An Xuyên.

Ngày 5 tháng 8 năm 1957, tỉnh An Xuyên có 6 quận với 23 xã.
| Quản Long    | 4 xã: Định Thành, Hòa Thành, Tân Thành, Tân Xuyên                        | Quản Long                            |
| Cái Nước     | 6 xã: Hưng Mỹ, Phú Mỹ, Tân Hưng, Tân Hưng Đông, Tân Hưng Tây, Thuận Hưng | Cái Nước Ngọn thuộc xã Tân Hưng Đông |
| Đầm Dơi      | 4 xã: Tân Ân, Tân Duyệt, Tân Hòa, Tân Thuận                              | Xã Tân Duyệt                         |
| Năm Căn      | 2 xã: Năm Căn, Viên An                                                   | Xã Năm Căn                           |
| Sông Ông Đốc | 3 xã: Khánh Bình Đông, Khánh Bình Tây, Phong Lạc                         | Cửa sông Ông Đốc                     |
| Thới Bình    | 4 xã: Khánh An, Khánh Lâm, Tân Phú, Khánh Bình                           | Xã Thới Bình                         |

| Quản Long    | 4 xã: Định Thành, Hòa Thành, Tân Thành, Tân Xuyên         |
| Cái Nước     | 2 xã: Phú Mỹ, Tân Hưng Tây                                |
| Đầm Dơi      | 5 xã: Hưng Mỹ, Tân Duyệt, Tân Hòa, Tân Hưng, Tân Thuận    |
| Năm Căn      | 5 xã: Năm Căn, Tân Ân, Tân Hưng Đông, Thuận Hưng, Viên An |
| Sông Ông Đốc | 3 xã: Khánh Bình Đông, Khánh Bình Tây, Phong Lạc          |
| Thới Bình    | 4 xã: Khánh An, Khánh Lâm, Tân Phú, Khánh Bình            |

Tuy nhiên, chính quyền Mặt trận Dân tộc Giải phóng Miền Nam Việt Nam và sau này là Chính phủ Cách mạng lâm thời Cộng hòa Miền Nam Việt Nam cùng với Việt Nam Dân chủ Cộng hòa không công nhận tên gọi này mà vẫn gọi theo tên cũ là tỉnh Cà Mau.
Ngày 20 tháng 9 năm 1975, Bộ Chính trị ban hành Nghị quyết số 245-NQ/TW về việc hợp nhất tỉnh Bạc Liêu và tỉnh Cà Mau thành một tỉnh, tên gọi tỉnh mới cùng với nơi đặt tỉnh lỵ sẽ do địa phương đề nghị lên.
Ngày 20 tháng 12 năm 1975, Bộ Chính trị ban hành Nghị quyết số 19/NQ về việc hợp nhất tỉnh Bạc Liêu, tỉnh Cà Mau và 2 huyện Vĩnh Thuận, An Biên của Rạch Giá (trừ 2 xã Đông Yên và Tây Yên) thành một tỉnh, tên gọi tỉnh mới cùng với nơi đặt tỉnh lỵ sẽ do địa phương đề nghị lên.
Ngày 24 tháng 2 năm 1976, Chính phủ Cách mạng lâm thời Cộng hòa miền Nam Việt Nam ban hành Nghị định số 3/NQ/1976 về việc thành lập tỉnh Bạc Liêu – Cà Mau trên cơ sở tỉnh Bạc Liêu và tỉnh Cà Mau.
Ngày 10 tháng 3 năm 1976, Ban đại diện Trung ương Đảng và Chính phủ ban hành Nghị quyết về việc đổi tên tỉnh Bạc Liêu – Cà Mau thành tỉnh Minh Hải.
Ngày 6 tháng 11 năm 1996, Quốc hội ban hành Nghị quyết về việc chia tỉnh Minh Hải thành tỉnh Bạc Liêu và tỉnh Cà Mau.
Địa bàn tỉnh An Xuyên cũ hiện nay tương ứng với hầu như toàn bộ diện tích tỉnh Cà Mau ngày nay; ngoại trừ địa bàn xã Khánh Thuận thuộc huyện U Minh và hai xã Biển Bạch, Tân Bằng thuộc huyện Thới Bình vốn trước năm 1975 lại cùng thuộc địa bàn xã Tân Bằng, quận Hiếu Lễ, tỉnh Kiên Giang của chính quyền Việt Nam Cộng hòa.